# Lepanthes maxima
Lepanthes maxima är en orkidéart som beskrevs av Gerardo A. Salazar och Soto Arenas. Lepanthes maxima ingår i släktet Lepanthes och familjen orkidéer. Inga underarter finns listade i Catalogue of Life.